# 久能山御蔵金銀
久能山御蔵金銀（くのうさんおくらきんぎん）とは、元和2年（1616年）に徳川家康が死去した際に隠居城であった駿府城に遺した金銀のこと。死去後に東照宮が造営された駿河国久能山にて保管された。

## 概要
家康の没後の元和2年11月に御三家から各2名、合わせて6名の家臣が駿府城から約200万両（金貨の箱470個、銀貨の箱4,953箱ほか）とされる金銀を受け取って久能山に設けられた御蔵に納めた。同年のうちに家康の遺言に従って、尾張・紀伊には各30万両、水戸には10万両（一説には15万両）が配分された。5年後には尾張家の邸宅が焼失したことを理由に久能山の御蔵から尾張・紀伊に各10万両、水戸には3万両が貸し付けられた。ただし、実際にはこの貸付には返済の義務はなく実質上の分与にあたったため、この期間のうちに全体の半分近い90万両以上が久能山から御三家に配分されたことになる。残りは寛永9年（1632年）に一部（銀25,800貫文）が江戸城の御金蔵に移され、残り全額が寛永13年1月（1636年）に同じ場所に移された。なお、寛永20年（1643年）に勘定奉行によって査検（監査）が行われており、その結果より寛永9年・13年に江戸城に移された金銀は100万両余りと推定されており、御三家に移されなかった金銀はほぼ全額が江戸城に入ったと推定されている。なお、この時期は、将軍徳川家光による日光東照宮の大改築と重なっており、直接あるいは間接的にこの改築費用を賄うために100万両以上の金銀が久能山から江戸に送られたと考えられている。